# Margaret Jane Mussey Sweat
Margaret Jane Mussey Sweat (ur. 1823, zm. 1908) – pisarka i poetka amerykańska.

## Życiorys
Margaret Jane Mussey Sweat urodziła się 28 listopada 1823 w Portland w stanie Maine. Była córką Johna Musseya, sędziego, i Mehitable Smith Rany. Miała czworo rodzeństwa. Chodziła do szkół w Portland, a potem do Roxbury Massachusetts Latin School. Wyszła za mąż za prawnika Lorenza de Medici Sweata. Należała do intelektualnej elity Portland. Podróżowała po świecie. Znała języki obce. Mówiła po francusku, niemiecku, włosku i rosyjsku. Zmarła 16 stycznia 1908. Swoją posiałość Sweat Mansion i dodatkowo 100 000 dolarów zapisała Portland Society of Art.

## Twórczość
Margaret Jane Mussey Sweat uchodziła za znaną krytyczkę literacką. Napisała powieść Ethel's Love Life, w której poruszyła temat miłości między kobietami. Tworzyła też wiersze.